# Joseph Ephraim Casely Hayford

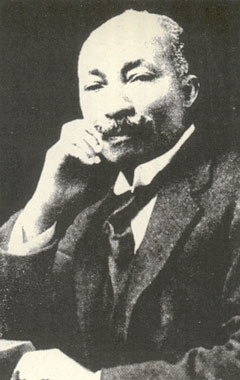
J. E. Casely-Hayford

Joseph Ephraim Casely Hayford, MBE (* 29. September 1866 in Cape Coast; † 11. August 1930), war ein ghanaischer Politiker, Rechtsanwalt, Schriftsteller und Panafrikanist.

## Leben
Casely Hayford wurde in Cape Coast in der damaligen britischen Kolonie Goldküste geboren; den afrikanischen Namen Ekra Agyiman erhielt er von seinem Vater, einem Reverend aus der Gruppe der Fante; Casely Hayford benutzte ihn aber nur selten.
Nach der Grundausbildung in Cape Coast reiste er nach Sierra Leone, um dort am Fourah Bay College abzuschließen, was ihm jedoch nicht gelang. Er kehrte zurück in die Goldküste, um dort als Lehrer in Cape Coast und Accra zu arbeiten. Währenddessen entdeckte er das Interesse an einem Rechtsstudium und zog 1893 nach England. Er ließ sich in London zum Rechtsanwalt ausbilden und traf hier auf Adelaide Smith, die aus einer kreolischen Elitefamilie stammend ebenfalls nach England gekommen war und die er 1904 in zweiter Ehe heiratete. Ihre gemeinsame Tochter Gladys Casely-Hayford wurde zu einer angesehenen Schriftstellerin in Sierra Leone.
1920 gründete J.E. Casely Hayford den „National Congress of British West Africa“ (Nationalkongress von Britisch-Westafrika), welcher jedoch nach seinem Tod 1930 seine Stabilität verlor und bald aufgelöst wurde. Sein Roman Ethiopia Unbound beeinflusste den jamaikanischen Revolutionär und Panafrikanisten Marcus Garvey, welcher wiederum die Rastafaris maßgeblich beeinflusste.

## Werke
- Gold Coast Native Institutions. With Thoughts upon a Healthy Imperial Policy for the Gold Coast and Asante (1903) [2. Auflage - London: Frank Cass, 1970.]
- Gold Coast Land Tenure and the Forest Bill, 1911. A Review of the Situation: Published at the Request of the Amanhin and Ahinfu (Kings and Chiefs) of the Central and Western Provinces of the Gold Coast in Conference with the Aborigines' Rights Protection Society, August 1911. London: C.M. Phillips.
- Ethiopia Unbound: Studies in Race Emancipation (1911) [2. Auflage - London: Frank Cass, 1969; Centennial Edition - Trenton/N.J.: Africa World Press, 2010.]
- The Truth about the West African Land Question (1913) [2. Auflage - London: Frank Cass, 1971.]
- United West Africa (1919)
- West African Leadership: Public Speeches Delivered by J. E. Casely-Hayford, M.E.E., M.L.C. Herausgegeben von Magnus J. Sampson, 1949, wieder aufgelegt London: Frank Cass, 1969.